# Kerk van de Bescherming van de Moeder Gods aan de Nerl
De Kerk van de Bescherming van de Moeder Gods aan de Nerl (Russisch: Церковь Покрова на Нерли; Tserkov Pokrova na Nerli) of Pokrov aan de Nerl (Покров на Нерли; Pokrov na Nerli) is een Russisch-orthodoxe witte steenkerk in de Russische oblast Vladimir, die een van de belangrijkste overblijfselen vormt van de oud-Russische bouwkunst. De kleine kruiskoepelkerk in de Soezdal-Vladimirstijl is beroemd om de harmonie van haar afmetingen. De naam Bescherming van de Moeder Gods verwijst naar het gelijknamige orthodoxe feest dat elk jaar op 14 oktober wordt gevierd.
De kerk bevindt zich bij de stedelijke nederzetting Bogoljoebovo, op 13 kilometer ten noordoosten van Vladimir, in de nabijheid van het vroegere paleis van de grootvorst van Kiev Andrej Bogoljoebski, op ene kleine heuvel in het madelandschap op de plek van de oude monding van de Nerl in de Kljazma (sindsdien wijzigde ze haar loop). Als de rivier de maden overstroomt in het voorjaar lijkt het alsof de kerk drijft op het water.
De kerk vormt onderdeel van een UNESCO-werelderfgoedmonument en is opengesteld als museum voor bezoekers. Daarnaast worden er soms diensten gehouden.

## Geschiedenis
Volgens schrijver Nikolaj Voronin liet Andrej Bogoljoebski de kerk in 1165 bouwen ter aandenken aan zijn jonge zoon Isjaslav, die sneuvelde tijdens een veldtocht tegen de Wolga-Bulgaren. Recentelijk is dit echter in twijfel getrokken omdat Isjaslav stierf tijdens de herfst en het onmogelijk lijkt dat de kerk tijdens de winter werd gebouwd. Schilder-historicus Sergej Zagrajevski kwam na bestudering van de annalen tot de conclusie dat de kerk eerder, rond 1158, moet zijn gesticht. De naam Bescherming van de Moeder Gods komt wel van Bogoljoebski, daar deze dit feest instelde in Rusland in het midden van de 12e eeuw en waarschijnlijk is dit dan ook de eerste kerk die hiernaar werd vernoemd.
Volgens een legende die verbonden is aan Bogoljoebski zou de witte steen voor de kerk met geweld zijn veroverd op de Wolga-Bolgaren. Deze legende wordt echter onderuit gehaald door zowel historisch bewijs als het feit dat de witte steen die voor de kerken van Vladimir-Soezdal is gebruikt veel witter is dan die uit Wolga-Bulgarije, die van zichzelf een grijsbruine nuance bezit.
In 1784 wilde de hegoemen van het Bogoljoebski-klooster vanwege de lage opbrengsten de kerk slopen om de steen als bouwmateriaal te kunnen gebruiken voor de bouw van een klokkentoren en kreeg hiervoor toestemming van zijn bisschop. De hegumen en de bouwlieden konden het echter niet eens worden over de prijs van de sloop en herbouw (het klooster had te weinig geld) en daardoor ging het plan niet door. Hierop ontstond de legende dat een boer die op de koepel was geklommen om te beginnen met de afbraak zou zijn verblind door de vergulde platen op het kruis op het dak. Hij zou daarop volgens het verhaal naar beneden zijn gevallen en kreeg daarbij zijn gezichtsvermogen terug. Dit werd door de boerenbevolking als een groot wonder gezien en de boeren zouden daarop uit bijgeloof geweigerd hebben om nogmaals de hand aan de kerk te slaan.
De kerk werd over de eeuwen nauwelijks veranderd. Bij een restauratie in 1877 werd de galerij eraf gehaald en de koepel aangepast naar een ui. De arcades, de trappen die omhoog leiden naar het koor en de fresco's zijn niet behouden gebleven. De oorspronkelijke schilderingen werden toen verwijderd en overgeschilderd.
In 1992 werd de kerk opgenomen op de UNESCO-werelderfgoedlijst als onderdeel van de Witte monumenten van Vladimir en Soezdal. Later werden de graslanden rond de kerk tot beschermd gebied verklaard en opgenomen als historisch-geografisch monument op de monumentenlijst van de oblast Vladimir.

## Architectuur
De plek was ondanks de moeilijke ondergrond strategisch gekozen. De schepen met gezanten en gasten uit de oostelijke landen, die over de Wolga en de Oka naar Vladimir kwamen en boten uit Soezdal en Rostov passeerden de plek wanneer ze stroomafwaarts voeren en werden geconfronteerd met de kenmerkende ligging ervan, met name in de lente als de graslanden eromheen overstroomden. De kerk lag dan precies op de kruising van beide handelsrivieren.
De kerk is gebouwd op een kunstmatige heuvel. Voordat de heuvel werd aangelegd, werden eerst de fundamenten gelegd op 1,6 meter diepte. Hierop werden gemetselde natuurstenen muren van 3,7 meter hoogte geplaatst, die tot bovenaan werden aangevuld met aangestampte leem en zo de heuvel deden ontstaan. De fundamenten lopen daarmee tot 5 meter onder de grond. Op deze wijze kon de jaarlijkse vloed worden gekeerd, daar deze het waterpeil slechts kon doen laten oplopen tot 3 meter. De buitenmuren werden opgetrokken uit kalksteen en bepleisterd met witte steen.
De vorm van het gebouw is nauwelijks veranderd over de eeuwen. Het is een kleine tsjetverik (vierhoekige Russische kerk), die iets verlengd is langs de lengteas; ongeveer 7 bij 8 meter exclusief de apsissen met een overkoepelde vierhoek in het midden van ongeveer 3,2 meter, die rust op vier zuilen. De uitstekende delen zijn met opzet verlengd om het gebouw slanker te doen lijken, maar leidden er wel toe dat het binnen zo donker werd dat er eigenlijk geen diensten konden worden gehouden.
De kruiskoepelkerk is uitgevoerd met zuilvormige arcaturen aan de buitenzijde. De muren van de kerk lopen lijnrecht omhoog maar lijken door het ontwerp naar binnen te lopen, om op die manier te pogen de illusie te geven dat de kerk groter is. De zuilen in de kerk worden naar boven toe steeds smaller, waarmee, in combinatie met de kleine afmetingen van de kerk, eenzelfde effect wordt bereikt. Aan de oostzijde heeft de kerk drie apsissen.
De muren zijn bedekt met versieringen. Het centrale figuur van drie van de façades van de kerk vormt Koning David die in glorie zit op zijn troon met een psalterium in zijn linkerhand en met zijn rechterhand het zegenende kruissymbool maakt met 2 vingers. Om de koning heen bevinden zich leeuwen en vogels, die de eeuwige strijd tussen goed en kwaad moeten uitbeelden. Een rij vrouwelijke maskers, die de jonge Maria symboliseren, zijn aan de zijzijden van de façade geplaatst. Zoals gezegd, zijn als gevolg van de renovatie in 1877 alle oorspronkelijke beschilderingen verloren gegaan.
De verfijnde proporties en harmonie van de kerk worden vaak geroemd door onderzoekers, zoals bijvoorbeeld de Russische realismeschilder Igor Grabar:
...De Pokrovkerk aan de Nerl nabij Vladimir is niet alleen de meest perfecte kerk gebouwd in Rusland, maar ook een van de grootste monumenten van de wereldkunst... (Igor Grabar)

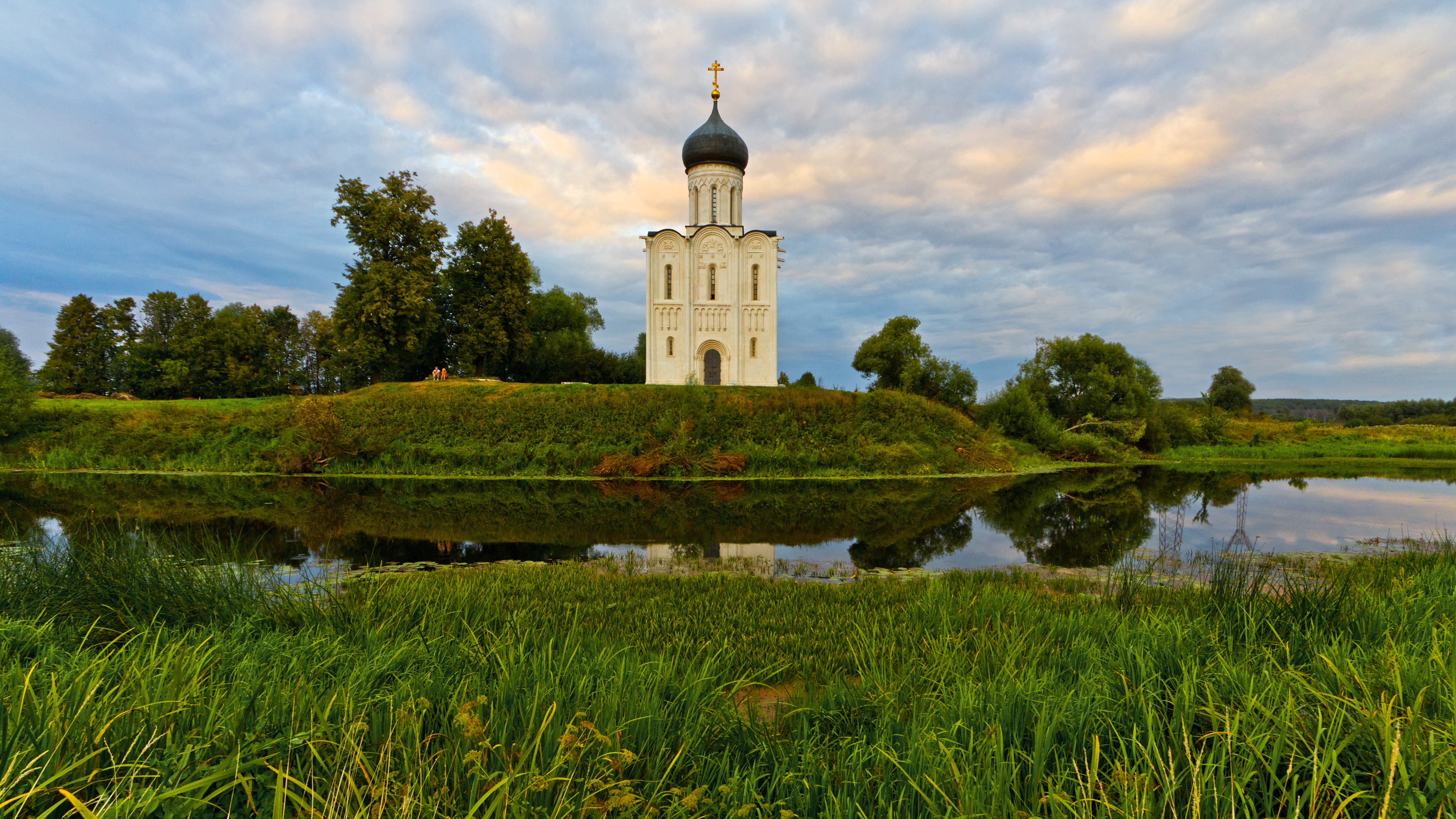
De Kerk gezien vanaf de Nerl
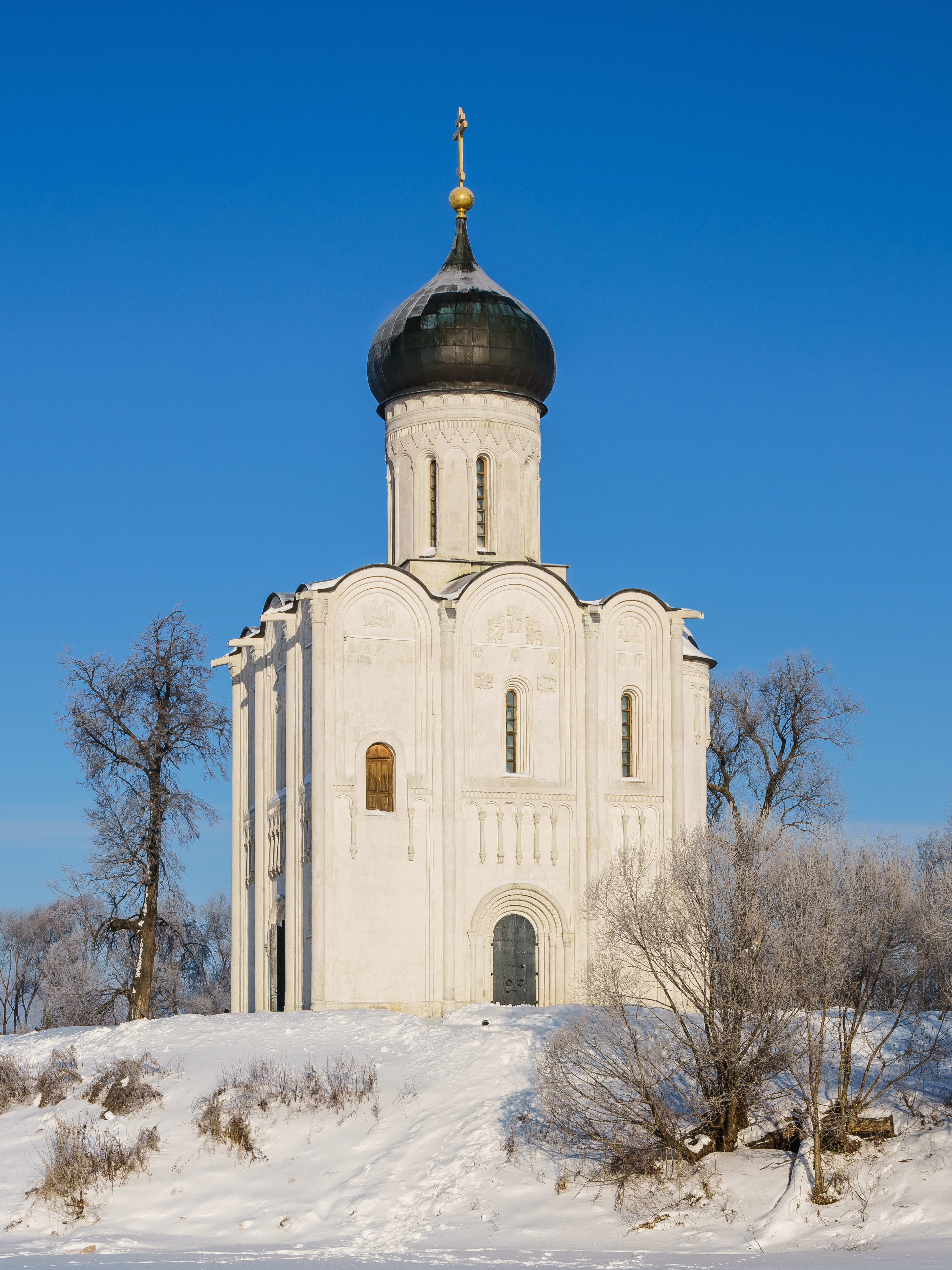
Kerk van dichtbij